# Thronebreaker: The Witcher Tales
«Кровна війна: Відьмацькі історії» (англ. Thronebreaker: The Witcher Tales, пол. Wojna Krwi: Wiedźmińskie Opowieści) — мультиплатформенна комп'ютерна рольова гра, розроблена польською студією CD Projekt RED. Дія гри розгортається в фентезійному світі «Відьмака», створеного на основі книг польського письменника Анджея Сапковського. Реліз для Microsoft Windows відбувся 23 жовтня 2018 року, тоді як версії для PlayStation 4 і Xbox One вийшли 4 грудня 2018 року, а для Nintendo Switch — 28 грудень 2020 року.

## Ігровий процес
«Кровна війна» спочатку являла собою однокористувальницький режим для колекційної карткової гри « Гвинт: Відьмак. Карткова гра „, яка, в свою чергу, була розвитком карткової міні-ігри з гри“ Відьмак 3: Дике Полювання» — всі ці ігри були розроблені і випущені CD Projekt RED. Гра містить масштабні локації, які можна обстежити, секрети, побічні завдання і заховані скарби.
З точки зору геймплея «Кровна війна» є традиційною ізометричною комп'ютерною рольовою грою з дослідженням локацій, діалогами і сюжетними виборами; її відмінністю є битви, що побудовані на механіці гвинту — з використанням колекційних карт.
Дія гри відбувається на тлі Другої війни з Нільфгаардом, тобто до початку гри « Відьмак» і за часів дії книг Сапковського (наприклад, певний момент гри описує фінал роману « Хрещення Вогнем» з боку Меви); гравець управляє Мевою, королевою Рівії і Лірії, на чиї землі нападає армія Нільфгаарду. На гравця покладається завдання відбити вторгнення та привести Меву і її народ до перемоги. Протягом гри гравець повинен відвідати п'ять вигаданих королівств — Лірію, Рівію, Махакам, Ангрен і Аедірн. Гра включає в себе кілька роздільних ігрових режимів: режим подорожі, похідний табір і карткові битви.

## Сюжет
Весна 1267 року. Перед загрозою нового нападу Нільфгаардської імперії п'ятеро монархів Північних королівств проводять таємну Раду в Хаґґе, на якій вони підписують декларації про взаємодопомогу і укладають між собою союзи. Серед них присутня Мева, королева держав-близнюків Лірії і Рівії. Після закінчення з'їзду Мева в супроводі командира армії графа Рейнарда Одо і невеликої групи солдат вирушає в дорогу назад до столиці своєї держави, де зустрічається з неочікуваною зміною обставин, зрадою і ув'язненням. Гра розділена на 5 частин, кожна з яких присвячена окремому королівству.

## Персонажі
- Мева — протагоніст гри, законна королева держав-близнюків Лірії і Рівії. Коли Нільфгаард вторгається в її володіння, Меву зраджує її син, радники і вона опинається в ув'язненні.
- Граф Рейнард Одо — лицар, командувач армією Лірії і Рівії і найближчий соратник королеви Меви. Супроводжує королеву протягом усього походу і постійно допомагає їй, будучи головним джерелом цінних порад.
- Гаскон Бросард, також відомий як Псиний Князь — молодий розбійник, ватажок банди Пси зі Спалли і близький соратник королеви Меви.
- Віллем — старший син Меви, принц Лірії і Рівії. Без згоди матері підписує мирний договір з Нільфгаардом, вважаючи, що так буде краще для країни.
- Граф Колдуелл — один з радників королеви Меви. Переконує принца Віллема укласти мир з переважаючими силами Нільфгаардської імперії. Планує вбити королеву у в'язниці, але та тікає у нього з-під носа.
- Габор Зігрін — махакамський краснолюд, соратник королеви Меви. Стає провідником армії по горах Махакама. Скористався допомогою королеви, щоб замести сліди злочинів, скоєних його кланом.
- Чорна Райла — Лірійська найманка, командир спеціального загону Демавенда і соратниця королеви Меви. Є провідницею загону Меви по землям Аедірна.
- Ейк з Денесле — мандрівний лицар, соратник королеви Меви. Вважає вбивство монстрів своїм покликанням і ревно дотримується ідеалів віри і лицарства — що включає в себе неприпустимість будь-якого співчуття до монстрів, навіть якщо вони розумні.
- Ісбель з Хаґґе — чародійка і соратниця королеви Меви. Брала участь у Першій північній війні на боці Нільфгаарду, але після битви під Содденом пішла з армії і стала цілителькою.
- Барнаба Беккенбауер — гном, винахідник і дослідник, соратник королеви Меви. Десятки років мандрував по світу, поки не опинився в Махакамі, де може бути врятований Мевою від загибелі і прийнятий в її армію.
- Хав'єр Лемменс, він же Гвальтер аеп Ллвіног — інженер, соратник королеви Меви, а також нільфгаардський шпигун.
- Арнйольф Батьковбивця — пірат зі Скелліге, соратник королеви Меви.
- Демавенд — король держави Аедірн. За його підтримки Мева отримує доступ в Махакам, де їй вдається знайти союзників.
- Брувер Гоог — старійшина краснолюдів і правитель Махакаму. З недовірою ставиться до Меви і спочатку відмовляє їй у допомозі, але коли королеві вдається завоювати повагу з боку кланів, передає в її розпорядження кілька загонів краснолюдів для боротьби з імперією.
- Ельдайн — ельф, лідер скоя'таелів у лісах Аедірна. Гине від рук Меви.

## Розробка
30 серпня 2018 року студія CD Projekt RED оголосила про створення нової рольової гри у всесвіті «Відьмака», з назвою «Кровна війна: Відьмацькі історії», вона задумувалася як сюжетна кампанія для гри «Гвинт: Відьмак. Карткова гра», однак переросла в самостійний продукт. Вихід гри на платформі Microsoft Windows відбувся 23 жовтня 2018 року, тоді як версії для PlayStation 4 і Xbox One були випущені 4 грудня 2018 року. Реліз гри на Nintendo Switch побачив світ 28 січня 2020 року.

## Саундтрек
Офіційний саундтрек до гри, що складається з 28 композицій, став доступний 6 грудня 2018 року. Авторами музичного супроводу виступили композитори Марцін Пшибилович, Миколай Строїнський і Петро Адамчик.

## Відгуки критиків
Гра «Кровна війна» отримала схвальну реакцію з боку критиків. На сайті-зібранні Metacritic середній бал гри становить 85/100 на основі 51 відгуків.